# George W. Stocking Jr.
 (septembre 2023).
La mise en forme du texte ne suit pas les recommandations de Wikipédia : il faut le « wikifier ».
Les points d'amélioration suivants sont les cas les plus fréquents. Le détail des points à revoir est peut-être précisé sur la page de discussion.
- Les titres sont pré-formatés par le logiciel. Ils ne sont ni en capitales, ni en gras.
- Le texte ne doit pas être écrit en capitales (les noms de famille non plus), ni en gras, ni en italique, ni en « petit »…
- Le gras n'est utilisé que pour surligner le titre de l'article dans l'introduction, une seule fois.
- L'italique est rarement utilisé : mots en langue étrangère, titres d'œuvres, noms de bateaux, etc.
- Les citations ne sont pas en italique mais en corps de texte normal. Elles sont entourées par des guillemets français : « et ».
- Les listes à puces sont à éviter, des paragraphes rédigés étant largement préférés. Les tableaux sont à réserver à la présentation de données structurées (résultats, etc.).
- Les appels de note de bas de page (petits chiffres en exposant, introduits par l'outil «  Source ») sont à placer entre la fin de phrase et le point final[comme ça].
- Les liens internes (vers d'autres articles de Wikipédia) sont à choisir avec parcimonie. Créez des liens vers des articles approfondissant le sujet. Les termes génériques sans rapport avec le sujet sont à éviter, ainsi que les répétitions de liens vers un même terme.
- Les liens externes sont à placer uniquement dans une section « Liens externes », à la fin de l'article. Ces liens sont à choisir avec parcimonie suivant les règles définies. Si un lien sert de source à l'article, son insertion dans le texte est à faire par les notes de bas de page.
- La présentation des références doit suivre les conventions bibliographiques. Il est recommandé d'utiliser les modèles {{Ouvrage}}, {{Chapitre}}, {{Article}}, {{Lien web}} et/ou {{Bibliographie}}. Le mode d'édition visuel peut mettre en forme automatiquement les références.
- Insérer une infobox (cadre d'informations à droite) n'est pas obligatoire pour parachever la mise en page.

Pour une aide détaillée, merci de consulter Aide:Wikification.
Si vous pensez que ces points ont été résolus, vous pouvez retirer ce bandeau et améliorer la mise en forme d'un autre article.
George W. Stocking Jr., né le 28 décembre 1928 et mort le 13 juillet 2013, était un universitaire américain d'origine allemande connu pour ses recherches sur l'histoire de l'anthropologie.

## Jeunesse et éducation
Stocking est né à Berlin en Allemagne, en 1928. Son père, l'économiste George W. Stocking Sr., menait des recherches sur l'industrie allemande de la potasse . Stocking senior a déménagé fréquemment pour occuper différents postes universitaires, ainsi que pour mener des recherches et entreprendre des travaux politiques et appliqués. En conséquence, George Stocking Jr. se déplaçait fréquemment lorsqu'il était enfant. La majeure partie de son enfance s'est cependant déroulée au Texas, où son père était professeur à l'Université du Texas à Austin. Il est cependant diplômé du lycée de New York, où il est diplômé de la Horace-Mann Lincoln School en 1944.

## Carrière
Stocking a ensuite fréquenté l'Université Harvard. Il est diplômé de Harvard en 1949. De 1949 à 1956, il fut membre du Parti communiste , en supprimant un certain nombre d'emplois dans le secteur manufacturier et industriel pour tenter d'organiser les travailleurs. Finalement, Stocking devint mécontent de la politique et, en 1957, il entra aux études supérieures à l'Université de Pennsylvanie. Là, il était étudiant dans le programme interdisciplinaire sur la « Civilisation américaine », où il était l'élève de A. Irving Hallowell. En 1960, il obtient son doctorat, avec une thèse intitulée « American Social Scientists and Race Theory : 1890-1915 ». Le travail de Stocking était une analyse du contenu d'articles écrits par des universitaires et des intellectuels, et a été influencé par la pensée scientifique sociale actuelle dans le programme de civilisation américaine à l'époque. Néanmoins, son travail est généralement classé comme histoire et il est généralement considéré comme un historien.
Le premier poste universitaire de Stocking fut à l'Université de Californie à Berkeley, où il fut embauché en 1959 comme historien social . Il a ensuite enseigné pendant un semestre à l'Université de Pennsylvanie en 1967. En 1968, Stocking a accepté un poste à l'Université de Chicago, où il a occupé pendant quelques années une nomination conjointe dans les départements d'anthropologie et d'histoire. Il a accédé à un poste à part entière en anthropologie en 1974 .
Les travaux scientifiques de Stocking prennent plusieurs formes. Il a publié plusieurs volumes qui anthologuent des articles de revues déjà publiés. Il s'agit notamment de Race, Culture et Evolution (1968), The Ethnographer's Magic (1992) et Delimiting Anthropology (2001). Stocking a également édité les travaux d'autres chercheurs. Les travaux dans cette veine comprennent The Shaping of American Anthropology (1974), une anthologie des écrits de Franz Boas, ainsi que des articles sélectionnés de l'anthropologue américain (1976). Plus particulièrement, il a été rédacteur en chef de la série annuelle de livres « History of Anthropology » publiée par University of Wisconsin Press. En 1973, en collaboration avec Robert Bieder et Judith Modell, il fonde le History of Anthropology Newsletter comme "un moyen de communication pour les chercheurs actifs dans ce domaine" fournissant "des informations sur les fonds d'archives, les aides bibliographiques, les recherches en cours, les publications récentes, etc...".
En plus de ces travaux, Stocking a produit plusieurs monographies. Il s'agit notamment de deux volumes qui retracent l'histoire de l'anthropologie britannique : Victorian Anthropology (1987) et After Tylor (1995). Il a également écrit une autobiographie, Glimpses into my own Black Box (2010) et le catalogue de l'exposition Anthropology at Chicago (1979).

## Critique
En 1964, Stocking publie un article influent intitulé « L'anthropologie française en 1800 », dans la revue Isis (vol. 55, partie. 2, n° 180, pp. 134-50). Dans ce document, il suggérait à tort que le zoologiste français François Péron était un partisan du polygénisme. Il a été contesté par le biographe de Péron, Edward Duyker, qui a affirmé que « l'une des découvertes anthropologiques les plus significatives de Péron » était la reconnaissance de « fortes différences physiques et culturelles » entre les habitants de la Tasmanie et de l'Australie continentale. Ces différences, et l'absence du dingo en Tasmanie, ont amené Péron à conclure, dans un mémoire qu'il a présenté à l'Institut de France, que « la séparation de ces deux régions doit remonter à une époque beaucoup plus ancienne qu'on ne pourroit le soupçonner d'abord ». Duyker a souligné que Stocking avait mal traduit cette déclaration cruciale par : « avant l'époque de la population de ces pays », pour justifier son affirmation erronée sur la croyance de Péron en des créations humaines distinctes.

## Fin de vie et mort
Stocking était professeur émérite au Département d'anthropologie de l'Université de Chicago. Il est décédé en 2013 après des années de santé déclinante.

## Héritage
À sa mort, un article du Indian Country Today Media Network intitulé Stocking « L'homme qui a forcé les anthropologues à respecter les cultures autochtones ».

## Lectures complémentaires
- Darnell, Regna (2006) « Garder la foi : un héritage de l'ethnographie, de l'ethnohistoire et de la psychologie amérindiennes ». Dans : Nouvelles perspectives sur les autochtones d'Amérique du Nord : cultures, histoires et représentations, éd. par Sergei A. Kan et Pauline Turner Strong, pp. 3-16. Lincoln : Presses de l'Université du Nebraska.
- Revues de 1997 par Thomas William Heyck  et Joan Vincent  sur After Tylor : British Social Anthropology 1888-1951.
- Redman, Samuel (2016) Bone Rooms : Du racisme scientifique à la préhistoire humaine dans les musées. Cambridge : Presse universitaire de Harvard.